# Saldidae
Saldidae es una familia de insectos en el orden Hemiptera. Son de forma oval y miden 2.8  mm en la madurez. Por lo general se encuentran cerca de las costas o los lugares marginales cerca del agua. Pueden huir saltando o tomando el vuelo.

## Subfamilias
- Chiloxanthinae Cobben, 1859
- Saldinae Amyot & Serville, 1843

## Géneros
- Aepophilus
- Chartoscirta
- Chiloxanthus
- Enalosalda
- Halosalda
- Ioscytus
- Macrosaldula
- Micracanthia
- Oligosaldina
- Orthophrys
- Orthosaldula
- Paralosalda
- Pelachoris
- Pentacora
- Propentacora
- Pseudosaldula
- Rupisalda
- Salda
- Saldoida
- Saldula
- Salduncula
- †Brevrimatus
- †Venustsalda